# چهارطاقی (قشم)
چهارطاقی یا مکتب خانه بنای تاریخی در جزیره قشم در بخش شهاب از توابع شهرستان قشم و از نقاط دیدنی استان هرمزگان در جنوب ایران است.
این بنا مربوط به دوره پیش از تسلط پرتغالیها بر این جزیره می‌باشد و احتمالاً مربوط به قرون هفتم و ۸یا هشتم هجری قمری است، که در نزد مردم به مکتب خانه معروف است. در کنار این بنا دو بنای دیگر نیز به همین نام معروف می‌باشد. چهار طاقی احتمالاً آرامگاه بزرگان جزیره بوده‌است.